# سیارک ۵۵۴۲
سیارک ۵۵۴۲ (به انگلیسی: 5542 Moffatt، نامگذاری:1978PT4) پنج هزار و پانصد و چهل و دومین سیارک کشف شده‌است که در ۶ اوت ۱۹۷۸ کشف شد.
قدر مطلق سیارک برابر ۴۴.۶ است.